# Citroën Ami
La Citroën Ami (AFI: [si.tʁo.ɛn a.mi], lett.: "amico") è un quadriciclo leggero elettrico a due posti prodotto dalla casa automobilistica francese Citroën a partire dal 2020 e commercializzato da giugno dello stesso anno.

## Presentazione
La Citroën Ami è stata presentata il 27 febbraio 2020 alla Paris La Défense Arena e venduta da giugno 2020 con un'unica tinta bicolore di carrozzeria, personalizzabile con adesivi. Basata sulla concept car Ami One Concept presentata nel 2019, viene prodotta nello stabilimento marocchino della PSA a Kenitra.
Il nome della Ami riprende quello delle Citroën Ami 6 e Ami 8, prodotte negli anni '60 e '70.

## Descrizione

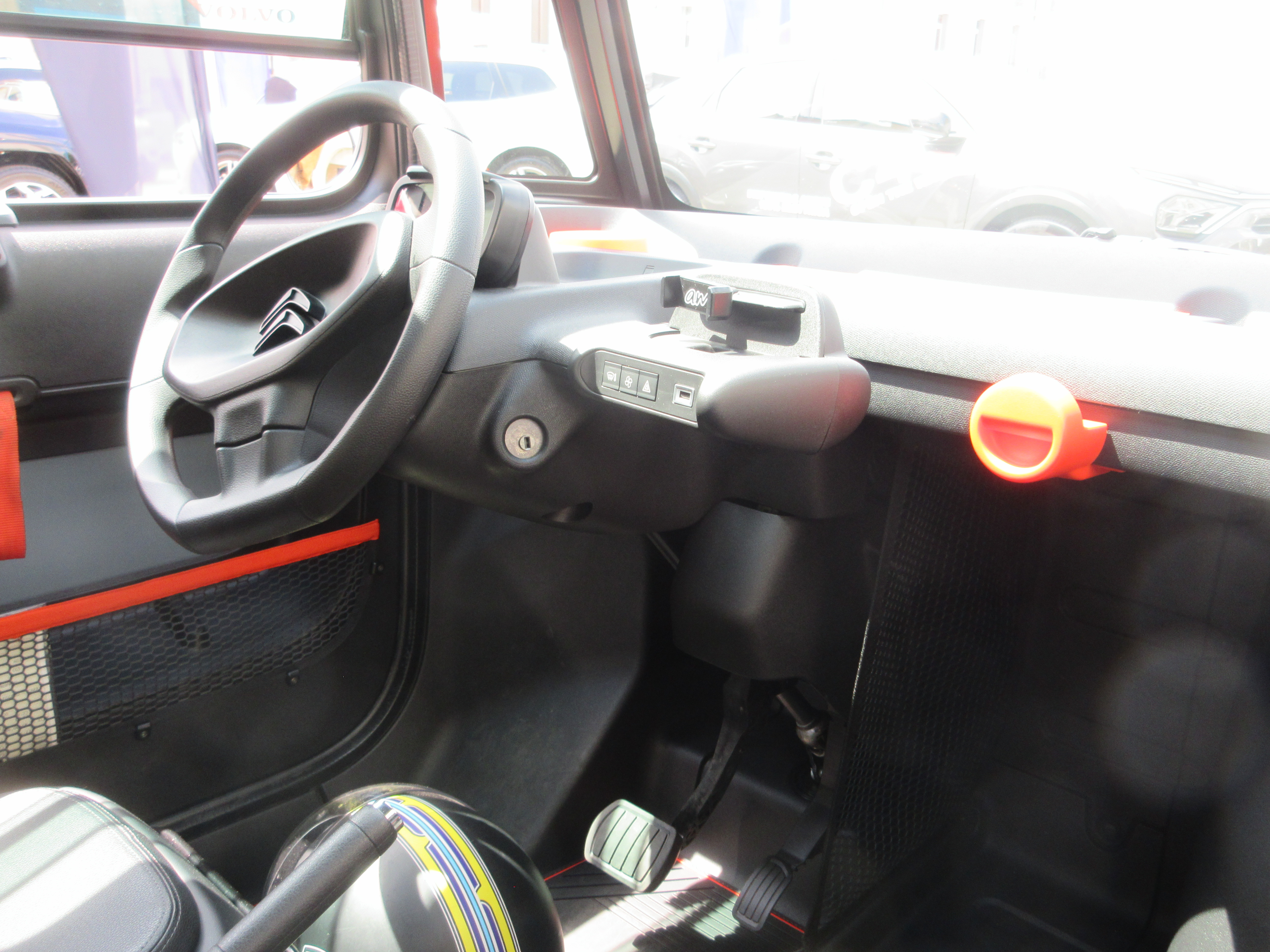
Vista dell'interno

Al fine di diminuire le componenti da produrre, la Ami presenta una simmetria frontale e laterale: infatti, i paraurti anteriori e posteriori sono identici e le aperture delle portiere sono sfalsate, ossia incernierate posteriormente dal lato del guidatore e anteriormente dal lato del passeggero.
Esternamente presenta elementi caratteristici dei modelli Citroën, come la fanaliera organizzata su due livelli. Il finestrino apribile a metà è un richiamo alla Citroën 2CV.
Internamente sono presenti due sedili simmetrici, di cui solo quello del guidatore è scorrevole. Al centro del cruscotto è collocato un supporto per il cellulare, attraverso cui è possibile controllare l'infotainment dell'intera vettura.
La mancanza di un bagagliaio è compensata da numerosi portaoggetti. Inoltre, avanti al sedile del passeggero è presente un vano in cui è possibile collocare una valigia.
Il modello è venduto anche da Opel e Fiat, entrambi facenti parti della stessa multinazionale Stellantis, sia pure con varianti nell'allestimento e nel prezzo e con i seguenti nomi: Opel Rocks Electric e Fiat Topolino.

## Tecnica
Il motore elettrico da 6 kW garantisce un'autonomia di 75 km e una velocità massima di 45 km/h. Essendo omologata come ciclomotore, la circolazione sulla Citroën Ami è autorizzata anche solo con la patente AM.
Le batterie da 5,5 kWh sono collocate sotto il pavimento. L'auto è ricaricabile tramite una Schuko integrata nel lato destro della vettura, con il cavo per la ricarica alloggiato all’interno del montante della portiera lato passeggero.
L'Ami monta dei cerchi da 14″ e pneumatici con specifiche 155/65 R14. I freni sono a disco autoventilanti sull'anteriore e a tamburo sul posteriore. Il raggio di sterzata della vettura è di 7,2 m.